# Lopatinec
Lopatinec är en ort i Kroatien.   Den ligger i länet Međimurje, i den norra delen av landet, 80 km norr om huvudstaden Zagreb. Lopatinec ligger 240 meter över havet och antalet invånare är 952.
Terrängen runt Lopatinec är huvudsakligen platt. Lopatinec ligger uppe på en höjd. Runt Lopatinec är det ganska tätbefolkat, med 67 invånare per kvadratkilometer. Närmaste större samhälle är Varaždin, 14,7 km söder om Lopatinec. Trakten runt Lopatinec består till största delen av jordbruksmark.